# Joseph Cross
Joseph Michael Cross, född 28 maj 1986, är en amerikansk skådespelare. Han inledde sin karriär som barn och var med i tre filmer 1998: Jack Frost (film, 1998), Wide Awake och Sista utvägen. Han har också varit med i filmer som Utan spår och Lincoln

## Filmografi
- 1997 – Northern Lights
- 1998 – Jack Frost
- 1998 – Wide Awake
- 1998 – Sista utvägen
- 1999–2000 – As the World Turns (TV-serie)
- 2000 – Ondskans källa
- 2002–2004 – As the World Turns (TV-serie)
- 2005 – Strangers with Candy
- 2006 – Flags of Our Fathers
- 2006 – Det är nåt som inte stämmer
- 2008 – Utan spår
- 2008 – Milk
- 2009 – Falling Up
- 2011 – Son of Morning
- 2011 – Born to Race
- 2011 – Citizen Gangster
- 2012 – Lincoln
- 2012 – Mine Games
- 2012 – Art Machine
- 2017 – Big Little Lies (TV-serie)